# Abbaye
Pour les articles homonymes, voir abbaye (homonymie).

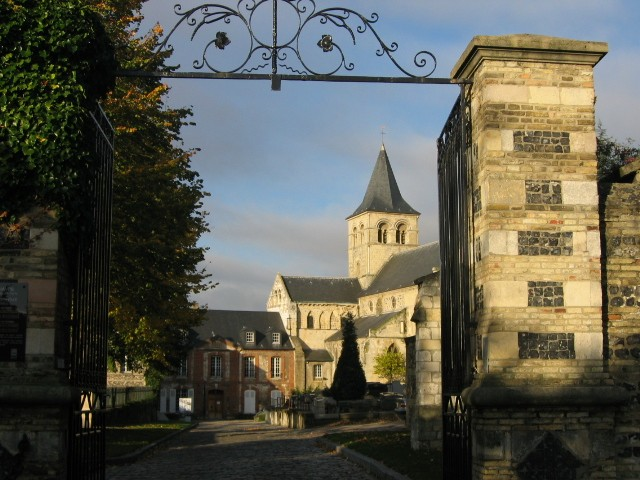
Abbaye de Graville (Le Havre, Seine-Maritime).

Une abbaye (/a.be.i/, du latin : abbatia) est un monastère de moines ou moniales souvent catholiques, mais pas seulement, il existe des abbayes luthériennes par exemple. L'abbaye est placée sous la direction d'un abbé — « père » en araméen — ou d'une abbesse, l'abbé étant le supérieur tout en étant « père spirituel » de la communauté religieuse, suivant les indications données au chapitre 2 de la règle de saint Benoît (du moins dans le monachisme occidental).

## Terminologie
Le mot « abbaye » n'apparaît qu'au XIe siècle au sein du cénobitisme : on ne le rencontre pas dans la règle de saint Benoît, où figure le mot « monastère ». C'est l'ordre de Cluny qui est à l'origine de l'évolution des dénominations et qui définit l'organisation d'une abbaye, notion principalement rattachée au catholicisme.
Les conditions pour élever un monastère au rang d'abbaye varient suivant la règle de chaque ordre religieux. Par exemple, chez les moines trappistes, une maison nouvellement fondée est d'abord :
- une « fondation », partie de la maison-mère ;
- un « prieuré » (simple ou majeur) quand elle atteint un nombre de moines (ou moniales) et une autonomie financière suffisants ;
- puis une « abbaye », quand elle est pleinement autonome, que ce soit en nombre de moines (ou moniales), en bâtiments et en ressources.

Les ordres monastiques, les chapitres canoniaux (de chanoinesses surtout), les communautés de chanoines réguliers ont vocation à fonder des abbayes.
Le prieuré et le couvent connaissent le même genre d'organisation que les abbayes, mais n'ont généralement pas d'abbé ou d'abbesse à leur tête ; ils dépendent d'une abbaye « mère » ou directement du supérieur de l'ordre monastique.
Dans le Canton de Vaud, une abbaye est une société de tir, confrérie de tireurs ; concours de tir organisé par une telle société,,,.

## Histoire du monachisme chrétien

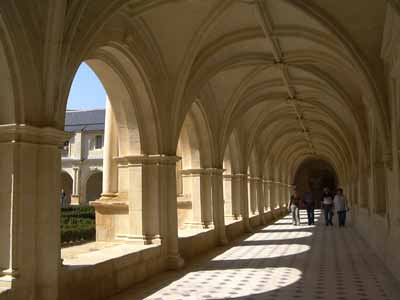
Cloître de l'abbaye de Fontevraud (Anjou, France).

Le monachisme latin se distingue du monachisme oriental dès l'apparition des règles de l'Irlandais saint Colomban et de saint Benoît. Chaque abbaye, selon sa règle, est porteuse d'une architecture, d'un coutumier et d'une filiation qui la relie à l'abbaye dont sont issus les moines qui l'ont fondée, et aux abbayes fondées par les moines qu'elle a formés.
Sur ce schéma, cependant, peu de variétés viennent se greffer jusqu'au IVe concile du Latran. Désormais, les ordres religieux se distinguent en deux : les ordres monastiques, avec à leur tête un abbé, qui vivent dans un monastère, devenu synonyme d'abbaye ; les autres ordres religieux qui résident en des couvents. Pour toute l'histoire du monachisme et des abbayes en Europe occidentale, la date de 1215 est capitale : elle fige les modèles juridiques, architecturaux, théologiques et sociologiques.
Lorsqu'il s'agit de chanoines, (prémontrés, victorins), un couvent peut porter le nom de monastère. Dans les ordres mendiants (dominicains, franciscains, minimes) ou apostoliques (Jésuites), les lieux de résidence se nomment couvent, car ces ordres n'ont pas d'abbé. Le symbole de la mitre et de la crosse qui est parfois porté par des membres de ces ordres est dans ce cas le représentation de leur élévation à l'épiscopat (cf. supra). Le nom de monastère donné à leurs lieux de résidence indique une occupation monastique précédente, reprise par ces ordres mendiants et apostoliques, en conservant le nom d'usage.

## Site et éléments

### Choix du site
La première question qui se pose est celle du site de la nouvelle fondation : pourquoi les moines allaient-ils se perdre si loin, dans des lieux inhospitaliers, souvent dans des conditions climatiques posant de redoutables problèmes ?
La réponse est simple : ils recherchent avant tout la solitude. Mais encore faut-il trouver le moyen de survivre ; il leur faut des terres, des pâturages, de l'eau et une forêt :
- des terres rendues cultivables par assèchement, irrigation, essartage, défrichage et écobuage ;
- des pâtures pour les bêtes ;
- de l'eau pour la cuisine, le nettoyage des locaux et l'assainissement des lieux d'aisance, les soins du corps, l'arrosage des jardins, les viviers, la fabrication de la bière, la force motrice des moulins ;
- une forêt de petits chênes, de bouleaux et de charmes — c'est le cas de l'immense forêt d'Ardenne — fournit le bois de charpente, un grand nombre d'ustensiles et d'outils, des aliments pour hommes et animaux (miel, baies, glands, etc.), le combustible pour la cuisine et pour la métallurgie (les 30 ouvriers des forges d'Orval sont ravitaillés par plus de 460 bûcherons)[5].

### Éléments de base
Le cœur de l'abbaye est l'église. Tout autour se dressent les bâtiments nécessaires à la vie conventuelle : cloître, salle capitulaire, bibliothèque, parloir, chauffoir, dortoir, latrines, salle d'ablutions, réfectoire, cuisine, porterie, infirmerie, potager, brasserie, fromagerie, pressoir à vin, caves, magasins à provisions, boulangerie, buanderie, étables, écuries, soues, granges, locaux d'hébergement, viviers, ruchers, vergers, carrés d'herbes médicinales. Les particularités architecturales propres à quelques ordres religieux figurent à la section « Architecture ».

## Architecture

### Ancêtre: le monastère oriental
La nécessité de se défendre contre les attaques, l'économie d'espace et les besoins de circulation au sein de la communauté ont dicté peu à peu une disposition spécifique des pièces dans un monastère. De larges piliers de construction étaient érigés, avec de puissants murs extérieurs capables de résister à l'assaut de l'ennemi. À l'intérieur, tous les édifices nécessaires étaient disposés autour d'une ou plusieurs cours ouvertes, généralement entourées de cloîtres. L'exemple typique d'un agencement oriental peut être trouvé dans le monastère de la Grande laure (Sainte Laure, « Lavra » en copte) du mont Athos en Grèce, plus précisément en Macédoine de l'Est, et qui a été édifié en 961-963 (Laure de saint Athanase).
Le monastère, comme la grande majorité des monastères orientaux, est entouré d'un solide mur blanc entourant une zone de 10 000 à 16 000 m2. Le côté le plus long fait près de 150 mètres. Il y a seulement une entrée principale sur la face nord (A), défendue par trois portes d'acier séparées. Près de l'entrée se trouve une grande tour (M), ce qui est une constante des monastères du Levant. Une petite poterne se trouve en (L). L'enceinte comprend deux grandes cours ouvertes, entourées de bâtiments qui communiquent avec les galeries du cloître en bois ou en pierre. La cour extérieure, plus grande, contient les entrepôts, les granges (K) et la cuisine (H), ainsi que d'autres pièces communiquant avec le réfectoire (G). Près de la porte d'entrée, on trouve une hôtellerie s'ouvrant sur un cloître. La cour intérieure est entourée d'un cloître (E) sur lequel s'ouvrent les cellules monacales (I). Au centre de cette cour se trouve l'église, un bâtiment carré avec une abside en croix de type byzantin et un narthex surmonté d'une coupole. Devant l'église se trouve une fontaine de marbre (F) couverte d'un dôme reposant sur des colonnes. S'ouvrant sur la partie ouest du cloître, mais se trouvant en fait dans la cour extérieure, se trouve le réfectoire (G), un vaste bâtiment en croix large de 30 mètres et long d'autant, décoré de fresques de saints. À son extrémité, on note un petit recoin circulaire qui rappelle le triclinium du palais du Latran à Rome, et dans lequel est placé le siège de l'abbé. Cette pièce est également utilisée comme lieu de réunion, les moines orientaux prenant habituellement leur repas dans des cellules séparées.
|  | A. Narthex B. Église C. Couloir bordé de cellules D. Escalier |

Ce plan d'un monastère copte, de Lenoir, montre une église avec trois allées, des absides disposées en cellules et deux rangées de cellules de chaque côté d'une longue galerie.

### Architecture des abbayes bénédictines

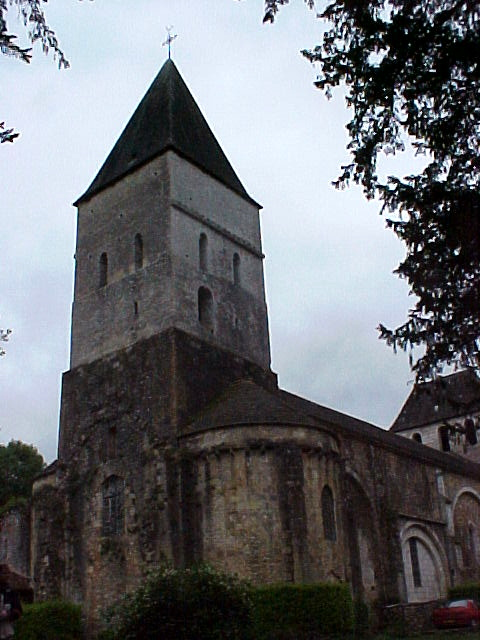
Abbaye de Tourtoirac (Dordogne).

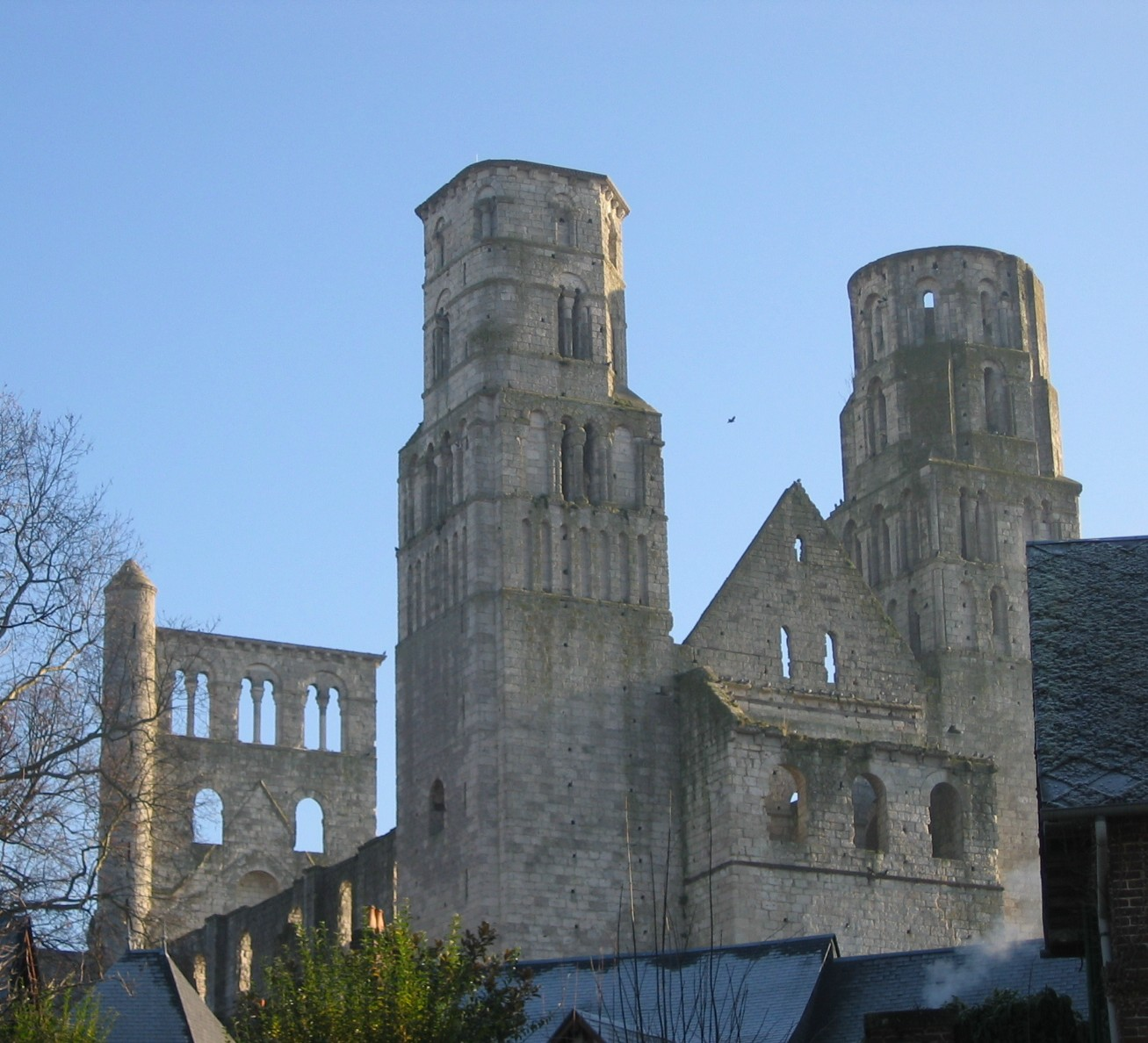
Abbaye de Jumièges (Normandie).

La règle bénédictine, à partir de la fondation du mont Cassin, se diffuse très rapidement dans toute l'Europe occidentale. Partout, on assiste à l'érection de monastères qui excèdent, par leur taille et leur splendeur, tout ce qui avait pu être vu jusque-là. Rares sont les grandes villes d'Italie à ne pas posséder leur couvent bénédictin, tout comme les grands centres d'Angleterre, de France ou d'Espagne. Le nombre de monastères fondés entre 520 et 700 est étonnant. L'empereur Louis le Pieux ordonne à toutes les abbayes de son empire de se soumettre à la règle bénédictine. Les abbayes bénédictines n'ont jamais formé un ordre : elles n'avaient pas de liens entre elles. Avant le concile de Constance en 1415, ce ne sont pas moins de 15 070 abbayes respectant cette Règle qui ont été fondées. Le plan de construction d'une abbaye bénédictine est éventuellement modifié pour s'adapter aux particularités locales (à Durham ou à Worcester par exemple, où les monastères sont situés sur les rives d'une rivière).

#### Le plan de Saint-Gall
Nous ne disposons d'aucun exemple subsistant des premiers monastères bénédictins.Nous possédons cependant un plan élaboré du grand monastère suisse de Saint-Gall, construit en 820, qui nous permet de connaître un peu mieux la disposition d'un monastère de premier plan au IXe siècle. Il semble cependant que ce plan soit plus un dessin relativement abstrait, représentant l'abbaye bénédictine idéale telle que définie aux conciles d'Aix-la-Chapelle en 816 et 817, qu'un plan topographique précis de l'abbaye de Saint-Gall, dont les fouilles archéologiques ont d'ailleurs démontré que la disposition médiévale ne correspond pas.

#### L'abbaye de Westminster
Cette abbaye, qui depuis la réforme protestante au XVIe siècle a été en fait seulement une église de l'Église d'Angleterre, est un autre exemple de grande abbaye bénédictine, identique dans ses grandes lignes à l'abbaye décrite ci-dessus. Le cloître et les bâtiments monastiques se trouvent au sud de l'église. En parallèle à la nef, contre la face sud du cloître se trouvent le réfectoire et ses salles de bains, près de la porte. Du côté est, on peut trouver les restes d'un dortoir bâti avec une structure voûtée et communiquant avec le transept sud. La maison du chapitre s'ouvre sur la même allée du cloître. Le petit cloître se trouve au sud-est d'un cloître plus grand, et plus à l'est on trouve les restes de l'infirmerie avec son couloir, et le réfectoire pour ceux qui ne pouvaient quitter leurs chambres. La maison de l'abbé forme une petite cour à l'entrée ouest, près de la porte intérieure. Il reste des vestiges assez importants de cette abbaye, comme le parloir de l'abbaye, la Chambre de Jérusalem, désormais utilisée pour les Disciples du Roi de Westminster, mais aussi les cuisines et les crèmeries.

#### L'abbaye d'York
L'abbaye d'York, dont ne subsistent que des ruines, montre la disposition bénédictine habituelle. Il reste assez de traces des bâtiments pour nous permettre d'identifier la grande église en croix, la cour du cloître avec la maison du chapitre, le réfectoire, la cour des cuisines, les bureaux attenants et les principaux appartements. L'infirmerie a complètement disparu. L'enceinte est entourée par un solide mur fortifié sur trois de ses côtés, la rivière Ouse donnant une protection suffisante sur le quatrième.
L'entrée se fait par une solide porte au nord. Une chapelle s'élevait près de la porte d'entrée — à l'endroit occupé maintenant par l'église Saint-Olaf — dans laquelle les nouveaux venus payaient leurs dévotions avant d'entrer. Près de la porte au sud se trouvait l'hospice.

### Architecture d'une abbaye augustinienne
Les communautés de chanoines augustiniens (dits chanoines noirs à cause de la couleur de leur habit) possèdent quelques particularités qui les distinguent. L'ordre a son siège à Colchester, comté d'Essex, Grande-Bretagne, où une maison des augustiniens a été fondée autour de 1105 avant que l'ordre ne se diffuse très rapidement. Ordre régulier du clergé occupant une position intermédiaire entre les moines et le clergé séculier, et communauté ressemblant à une communauté de prêtres de paroisse vivant sous une règle commune, les Augustiniens ont adopté des nefs de grande taille afin de pouvoir héberger de grandes congrégations. Le chœur est généralement long, et parfois, comme à Llanthony et Christchurch (Twynham), il est entrecoupé d'allées, ce qui n'est pas le cas à Bolton, Kirkham ou ailleurs. Chez les communautés les plus septentrionales, la nef n'a souvent qu'une aile nord, comme à Bolton, Brinkburn ou au prieuré de Lanercost. La disposition des bâtiments réservés à la vie monastique suit le plan classique. La maison du prieur est invariablement rattachée à l'angle sud-ouest de la nef.
|  | Abbaye Saint-Augustin, Bristol A. Église abbatiale et sacristie B. Grand cloître C. Petit cloître D. Salle capitulaire ou du chapitre E. Chauffoir et scriptorium F. Réfectoire G. Parloir H. Cuisine I. Cour de la cuisine K. Cellules des moines L. Salle de l'abbé P. Porte d'entrée de l'abbé R. Infirmerie S. Bâtiment des convers T. Salle du roi V. Hôtellerie W. Porte d'entrée de l'abbaye X. Écuries et autres dépendances Y. Bains |

Ci-dessus, le plan de l'abbaye Saint-Augustin à Bristol (aujourd'hui cathédrale de la ville) montre la disposition des bâtiments, qui se démarque par quelques aspects du modèle bénédictin classique. La maison des chanoines augustiniens à Thornton, dans le Lincolnshire, est remarquable par la taille et la magnificence de son entrée, les étages supérieurs formant l'hôtellerie de l'établissement, ainsi que par sa maison du chapitre octogonale.

## Fonctions et habitants d'une abbaye bénédictine

### Fonctions
- L'abbé : les abbayes « en règle » sont dirigées par des abbés « réguliers » qui participent pleinement à la communauté de l'abbaye et qui sont garants de sa fonction religieuse. La règle de saint Benoît regorge de mots tels que arbitrium (pouvoir), judicium (décision, jugement), praeceptum (règle), voluntas (bon vouloir), permissio (permission), qui soulignent fortement combien le gouvernement du monastère est personnel et tout entier dans les mains (in arbitrio) de l'abbé à qui il est recommandé au §27,17 de ne pas exercer un pouvoir tyrannique. 
 Dérive de la fonction : fréquemment, l'autorité royale a modifié le statut des monastères en abbayes en commende. Ainsi elle nommait à leur tête un clerc non moine appelé « abbé commendataire », qui pouvait vivre en dehors de l'abbaye — voire ne jamais s'y rendre — et bénéficiait de revenus liés à l'entretien de sa charge. La commende, abus fréquent, a entraîné le déclin de nombreuses abbayes, avec la paupérisation de la communauté et l'abandon progressif de sa vocation initiale religieuse, conséquence des frustrations et colères qu'elle a engendrées chez les moines.
 Certaines villes furent dirigées par les supérieurs d'une de leurs abbayes, on parle alors de « prince-abbé » : ce fut le cas de Saint-Riquier, Quedlinbourg, Gandersheim ou Fritzlar[7].
- Le prieur : l'abbé se choisit un prieur pour le seconder durant son abbatiat. Il est au premier rang des « officiers » (obaedentiarii) qui sont chargés d'aider l'abbé à gouverner les hommes et à administrer les choses. Dire que ce fonctionnaire a les faveurs de Benoît de Nursie serait excessif, le partage des pouvoirs n'a pas ses faveurs. Il précise aussitôt : ce prieur exécutera « avec respect tout ce qui lui sera ordonné par l'abbé, il ne fera rien contre la volonté ou les ordres de l'abbé, il observera d'autant plus soigneusement les préceptes de la Règle qu'il a été placé au-dessus des autres ». Le chapitre 65, qui décrit l'institution des prieurs, débute par les mots scandala (mauvais exemple, scandale), superbia (orgueil), tyrannides (tyrannie), dissensiones (discorde), invidiae (envie, jalousie), rixae (querelle), detractationes (contestation), etc.[8].
- Les doyens : dès le chapitre 21 de sa Règle, Benoît parle des doyens ou dizeniers, c'est-à-dire des « frères de bonne réputation et de sainte vie, choisis non d'après le rang, mais selon leur mérite de vie et la sagesse de leur doctrine, afin qu'en toute sûreté, l'abbé puisse, en partie, se décharger sur eux ». Mais même dans le cas de ces hommes d'élite, la Règle prévoit (§ 21, 11-12) que l'un ou l'autre pourrait se gonfler d'orgueil et se montrer répréhensible. Saint Benoît ne nourrit guère d'illusions sur ses ouailles[9].
- Le cellérier : le cellararius est l'économe, l'intendant, l'administrateur général. Il veille au ravitaillement de la communauté, achète et vend les terrains et les bois, surveille les granges et les ateliers. Il est demandé à ce personnage important d'avoir au moins les qualités suivantes : l'obligeance, la mesure, la courtoisie, la bonne humeur, la politesse. Il a sous ses ordres :
  - le chevecier (de capicerius, étymologiquement « celui qui a la garde du chevet de l'église »), aussi appelé « luminier » (il est chargé du luminaire de l'église), sorte de trésorier qui règle les émoluments des chanteurs, du maréchal-ferrant et du vétérinaire, et s'occupe des ornements d'autel et des vêtements des religieux ;
  - le réfectoriste ;
  - le grainetier, spécialement chargé de veiller au bon ensemencement des terres, et qui avait le boulanger (pistor) sous ses ordres ;
  - le jardinier (hortulanus) ;
  - le gardien des viviers, des vignes et des grains ;
  - le pitancier (pistancerius) ;
  - le connétable ou gardien des écuries ;
  - un organisateur de la cuisine et des repas, aux côtés duquel œuvrent le cellerarius coquinae (de la cuisine) et le cellerarius vini (des vins)[9].
- Le camérier, dit aussi chambrier, chambellan (chamberlain en anglais), reçoit les revenus du monastère, gère et ordonne les fonds, tient sous clé l'argent, les reliques, les archives, les titres de propriété, les contrats d'affaires. Il doit veiller au confort des frères et leur fournir notamment les essuie-mains, l'eau chaude pour le rasage, le savon, le cirage, aidé en cela par un vestiarius. Le sous-chambrier allume les lampes au crépuscule et les éteint à l'aurore[9].
- Le préchantre (praecantor), donne le ton à l'église, règle les rythmes des offices, enseigne le chant aux moines et aux enfants, a la charge de la bibliothèque, a la responsabilité du scriptorium. Son adjoint, le succentor, a pour mission, durant les offices de nuit, de rappeler à l'ordre les frères quelque peu somnolents[9].
- L'hôtelier (hostiliarius, hospitalerius), est chargé d'accueillir les hôtes de passage, spécialement les « frères dans la foi » et pèlerins. Il doit être au moins affable, souriant, diligent, d'allure respectable, de conversation agréable, disert, de contact facile, en un mot « extraverti ». Il veille à la parfaite propreté des locaux, du linge, de la vaisselle, des couvertures, des nappes et des couverts et, en hiver, fait préparer du feu et des chandelles. Il veille à ce que le cérémonial qui est prévu pour accueillir les hôtes soit en tous points respecté. Il s'entretient avec les hôtes et leur propose, si besoin il y a, de se laver les mains, manger, boire, se reposer. Le jour du départ, il procède à une tournée d'inspection pour vérifier que les hôtes n'oublient rien ou n'emportent rien[10].
- Le maître des novices : dans la Règle, il n'est cité qu'en passant, sous le nom de senior (§58, 11-12) « apte à scruter les âmes et à surveiller les novices attentivement ». « Où que ce soit, on les gardera en surveillance jusqu'à ce qu'ils aient atteint l'âge de raison » (quinze ans à l'époque de la Règle)[11].
- Le chancelier : les abbayes ont, très tôt, une chancellerie, dont les officiers portent le nom de scriptor, notarius, cancelarius. On appelle « marguillier » (matricularius), le religieux qui tient les registres, la matricule[12].
- Le sacristain : le sacrorum custos a la responsabilité des vases sacrés et du trésor de l'église. Il veille à la propreté et au bon ordre de l'église, assure l'éclairage de l'église, du réfectoire, des appartements de l'abbé, du cellier, des locaux occupés par les hôtes. Il fournit les charbons ardents qui permettent à l'officiant de se réchauffer les mains, procure, en été, le foin et les plantes aromatiques nécessaires pour couvrir la terre des salles où il n'y a ni plancher, ni pavement[13].
- L'infirmier a la charge des malades. Il doit être au moins « craignant Dieu, dévoué et soigneux ». Il doit s'occuper du jardin aux plantes médicinales, donner les soins nécessaires, assurer l'entretien du feu dans l'infirmerie et son éclairage, la nuit, et célébrer la messe chaque jour. L'infirmerie n'accueille pas que les malades : les vieillards, les infirmes, les déprimés y ont aussi leur place. On peut y parler, on y joue de la musique à l'intention des frères mélancoliques. On est dispensé de l'office et du travail, toutes bonnes raisons de se porter malade plus souvent qu'il n'est nécessaire[14].
- L'aumônier : l'l'elemosynarius est chargé de distribuer les aumônes aux pauvres, aux mendiants, aux pèlerins, aux veuves, aux orphelins, aux clercs démunis, aux voyageurs, aux lépreux, etc. Il doit au moins se montrer bon, modéré, rempli de compassion et de charité, supporter sans impatience les plaintes et les récriminations de ceux qui l'assaillent sans cesse[15]…
- Les visiteurs : de tous les « officiers », les plus importants sont les visitatores, ces missi dominici du pouvoir central, chargés de vérifier, sur place, si la vie quotidienne des couvents se déroule comme il convient, conformément aux préceptes de la Règle et aux décisions du chapitre général. Leurs pouvoirs sont grands : ce sont ceux que leur ont délégué le pouvoir central lui-même. Ils vont jusqu'à leur permettre de déposer un abbé ou de déplacer un religieux d'une abbaye dans une autre[16].

### Habitants du monastère
- Au Moyen Âge, l'abbaye grouille de personnes qui ne sont pas des religieux : frères lais ; artisans ; serfs qui, en échange de leur travail, participent aux prières et aux bonnes œuvres du monastère et ont, de ce fait, quelques garanties pour leur salut personnel ; serfs volontaires, hommes libres engagés vis-à-vis de l'abbaye par un lien de servage personnel et la prestation d'un cens annuel ; affranchis et colons, tenanciers d'un lopin de terre monastique ; prébendiers — vieux ménages, accidentés du travail, serviteurs vieillis, vétérans plus ou moins valides — qui, en échange de la donation de leurs biens, des menus services qu'ils peuvent encore rendre ou parce qu'ils jouissent d'un bénéfice appelé « pain de l'oblat », reçoivent une pension alimentaire ; travailleurs salariés ; apprentis ; écoliers ; enfants « offerts » par leurs parents à l'abbaye ; oblats aussi appelés « offerts », « donnés », « voués », « rendus », laïques qui ont offert leur personne, leur travail et leurs biens au monastère, qui promettent obéissance à l'abbé, mais gardent leur liberté juridique, etc. L'économie intérieure de l'abbaye suppose la présence active de moines profès, c'est-à-dire de moines ayant prononcé leurs vœux religieux au cours d'une cérémonie solennelle. Les profès sont assimilés aux clercs : à l'origine, les prêtres étaient assez rares parmi eux. Mais assez vite, et en tous cas dès le Xe siècle, une grosse partie des moines a accédé aux ordres sacrés. On trouve aussi des novices, des convers, ou familiers, moines entrés adultes au monastère et le plus souvent illettrés. Au début, ils ne sont pas des religieux à part entière, on leur confie surtout des travaux manuels et leurs prières sont plus courtes ; mais à la fin du XIe siècle, ils sont admis à prononcer des vœux, sans devenir des moines au sens plein du terme[17].
- Logement du candidat aux vœux (§ 58 de la Règle) : le candidat aux vœux est mal reçu, on le fait attendre à « la porte » pendant « quatre ou cinq jours » ; s'il persiste dans sa demande, on le loge pendant quelques jours dans « le logis des hôtes ». De là, il passe dans « le logement des moines » où il est pris en charge par un doyen (cf. supra). S'il persiste après deux mois, on lui lit la Règle intégralement, s'il tient bon, on le conduit à « la maison des novices » où, durant six mois, il étudie, médite, mange et dort. On lui relit la Règle ; s'il tient bon, son stage est prolongé de quatre mois et on lui relit la Règle une fois de plus. S'il promet de garder toutes choses et d'observer tout ce qui lui sera commandé, alors il est reçu et logé dans la communauté[18].
- Prêtres et moines « étrangers » :
  - pour être admis dans le monastère, le prêtre doit insister, lui aussi, s'engager à respecter la discipline de la Règle et garder le rang où il est entré dans la communauté ;
  - le moine « étranger, survenant de contrées lointaines » est admis à la condition qu'il ne vienne pas « troubler le monastère par ses vaines exigences », qu'il ne soit « ni prétentieux ni vicieux ». S'il ne répond pas à ces critères, il est « poliment » invité à s'en aller[19].

## Évolution de l'abbaye bénédictine

### Renouveau clunisien auXesiècle

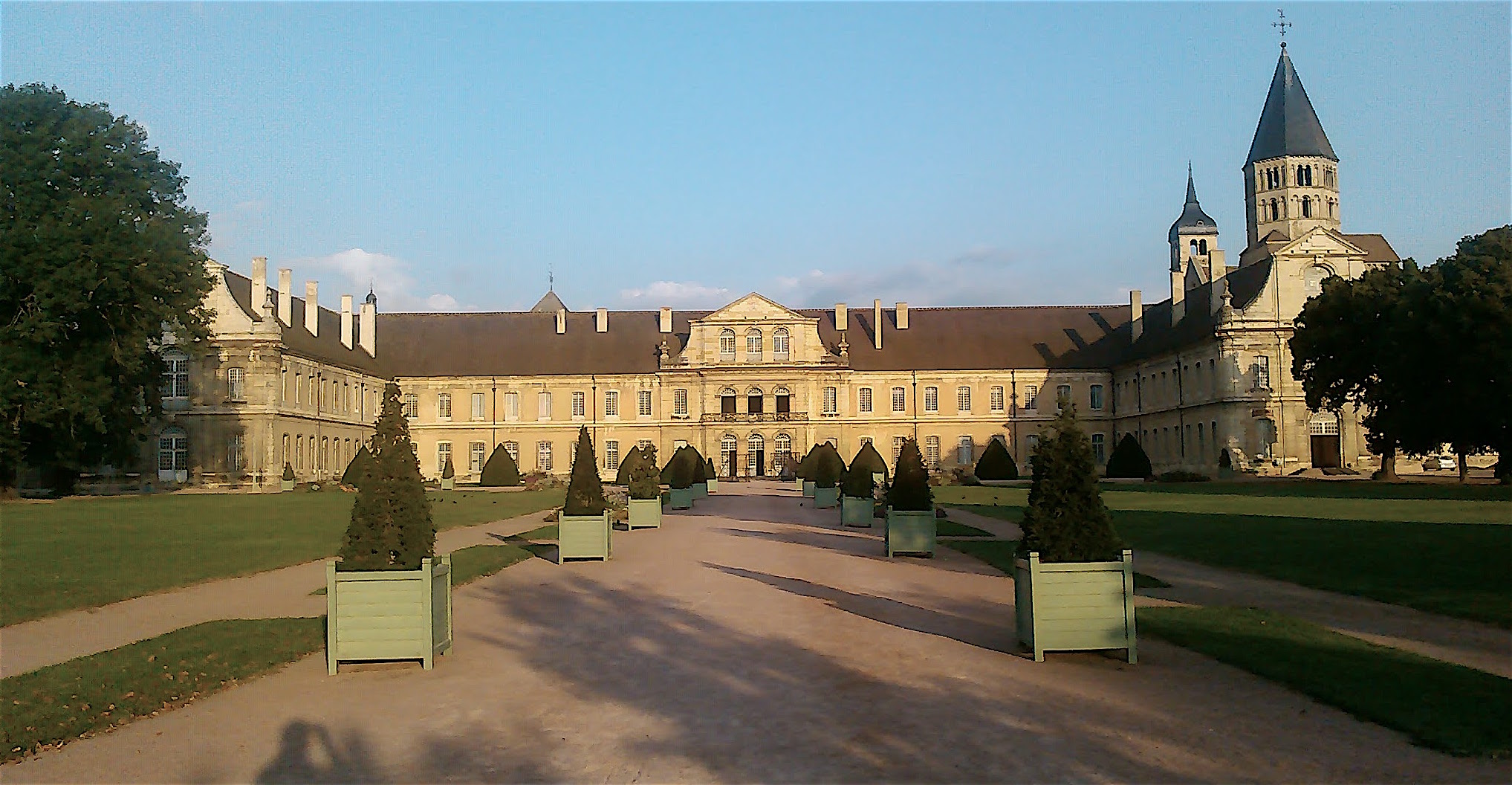
L'abbaye de Cluny

Avant son démantèlement, l'abbaye de Cluny est l'un des établissements les plus grands et magnifiques de France. On peut se faire une bonne idée de ses dimensions au milieu du XIIIe siècle grâce au pape Innocent IV qui l'a visitée, accompagné de douze cardinaux, d'un patriarche, de trois archevêques, des deux généraux des Cartusiens et des Cisterciens, du roi Saint Louis et de trois de ses fils, de la reine-mère, du comte de Flandre, de l'empereur de Constantinople, du duc de Bourgogne et de six lords. Tous logent au sein du monastère avec leurs suites, sans causer le moindre dérangement aux moines.
À Cluny, l'église et le plan général de l'ensemble ressemblent de manière frappante à la cathédrale de Lincoln. L'église Cluny III est très vaste : plus de 141 m de long sur 65 m de large. Le chœur se termine par une abside semi-circulaire entourée de cinq chapelles également semi-circulaires. L'entrée ouest est constituée du narthex flanqué de deux tours. Au sud de l'église se trouve la cour du cloître immense, placée beaucoup plus à l'ouest qu'à l'accoutumée. Au sud du cloître se trouve le réfectoire, un bâtiment imposant d'environ 20 × 30 mètres, rempli de six rangées de tables en longueur et de trois en travers. Il est orné des portraits des bienfaiteurs de l'abbaye et d'objets scripturaux. Sur le mur du fond est peinte une scène du Jugement dernier.
La première maison clunisienne en Angleterre est fondée à Lewes par le comte Guillaume Ier de Warenne en 1077. Il ne reste que quelques fragments des bâtiments de service.
Les abbayes clunisiennes les mieux conservées d'Angleterre sont Castle Acre, dans le Norfolk, et Wenlock dans le Shropshire. Les plans sont présentés dans les Antiquités architecturales de John Britton. Ils nous montrent des différences notables avec la disposition bénédictine. Dans chacune d'elles, la maison du prieur est d'une remarquable perfection.

### Renouveau cistercien auxXIeetXIIesiècles

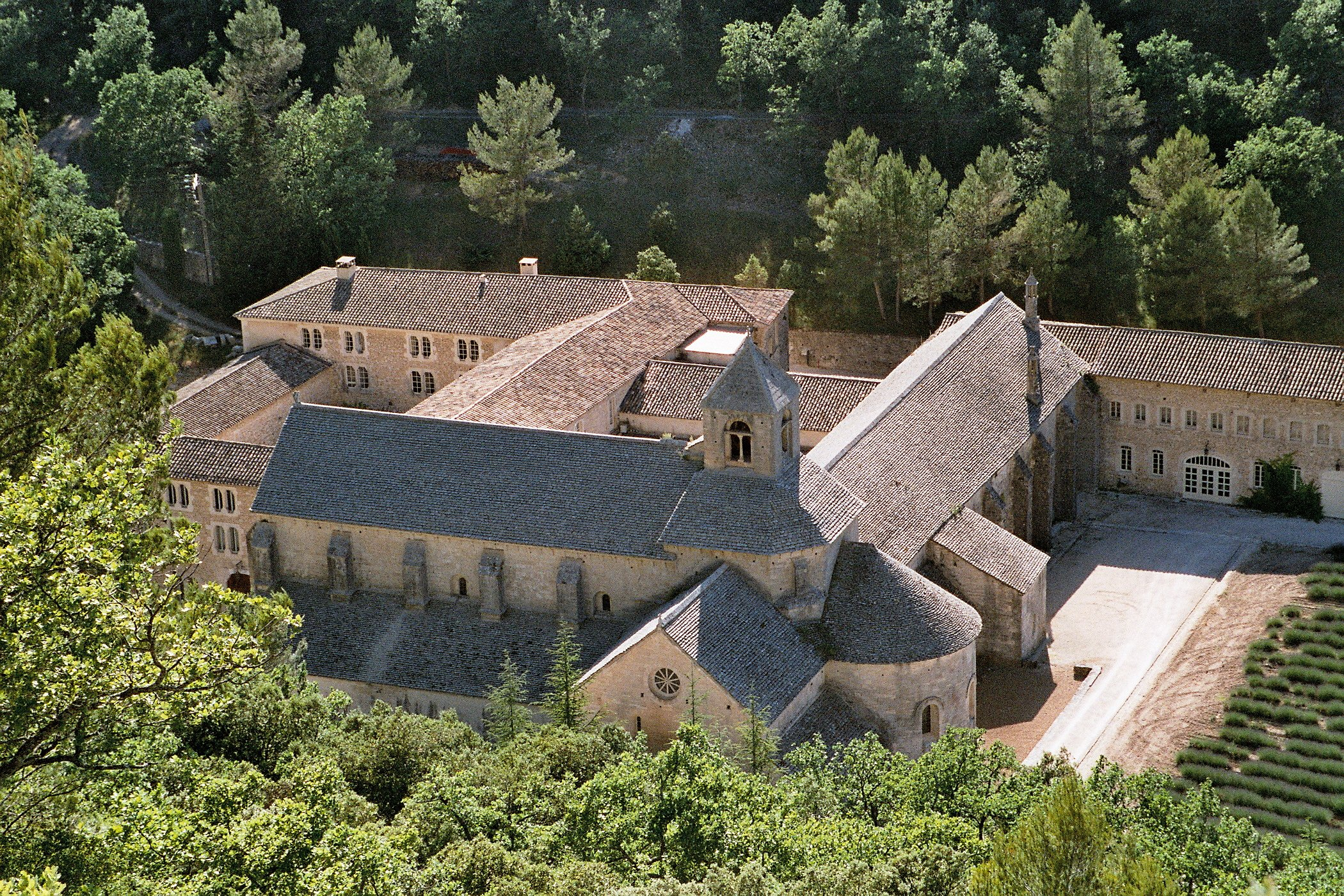
L'abbaye Notre-Dame de Sénanque.

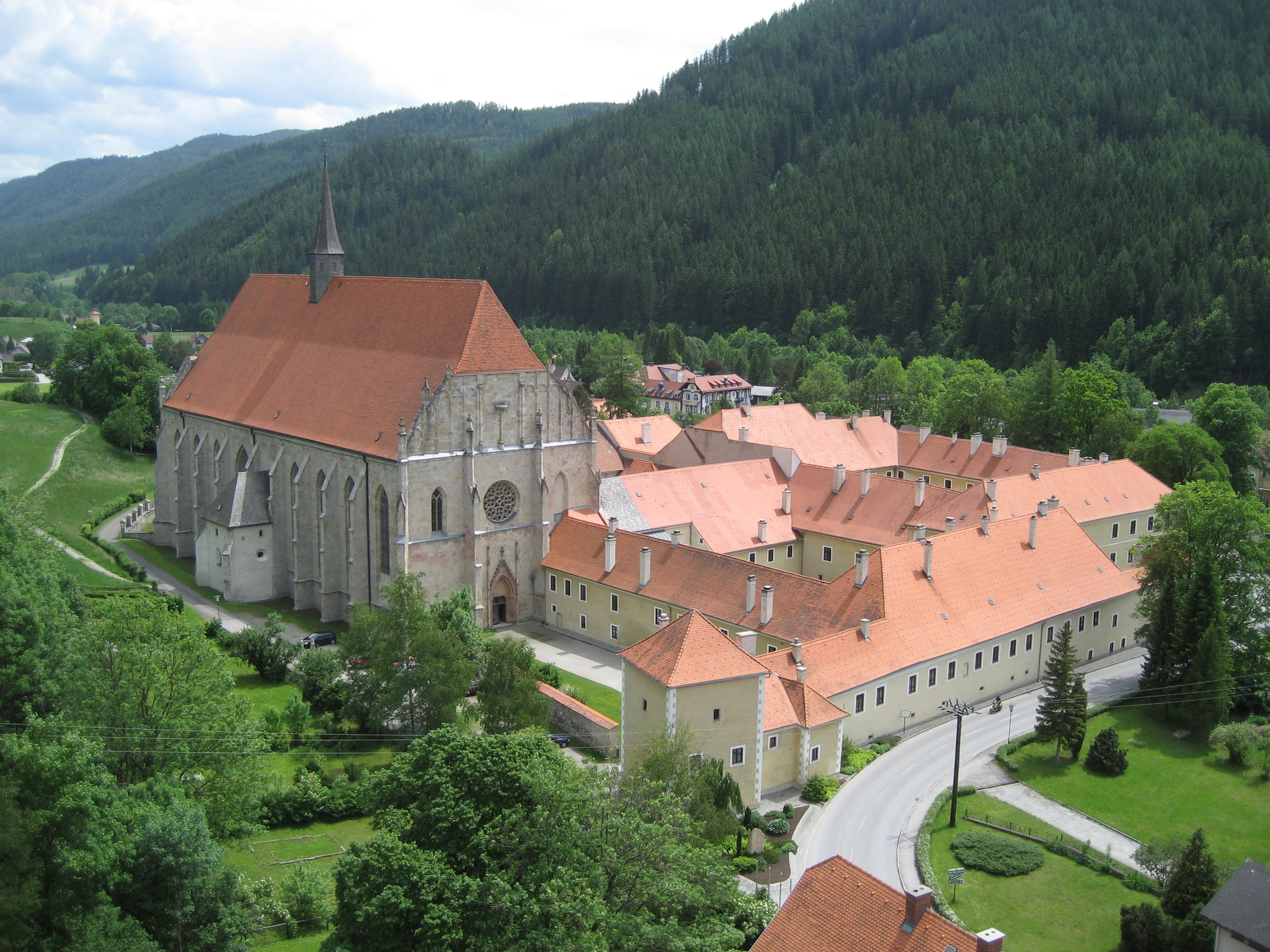
L'abbaye de Neuberg.

Le renouveau monastique suivant a été celui des cisterciens. L'ordre va bénéficier d'une diffusion plus étendue et d'une existence plus durable, dues en grande partie à la piété enthousiaste de saint Bernard, abbé de la première communauté cistercienne établie à l'abbaye de Clairvaux en 1115.
Les deux caractéristiques centrales des abbayes cisterciennes sont donc leur simplicité poussée à l'extrême et leur sobriété très étudiée. Une tour centrale unique est permise et doit être aussi basse que possible. Les artifices superflus, les tourelles, le triforium sont également interdits. Les fenêtres doivent être claires et non divisées, les vitraux sont interdits. Les croix doivent être en bois, les chandeliers en fer. Tout ornement inutile se voit ainsi proscrit, la renonciation au monde devient une évidence visible.
Le même souci s'observe dans l'implantation géographique des monastères, même de nos jours : plus un lieu est sauvage, isolé et éloigné de toute civilisation, meilleures sont ses chances d'accueillir une communauté cistercienne.
Néanmoins, il ne faut pas considérer les cisterciens comme des ascètes, mais comme les précurseurs de certains progrès. Les monastères cisterciens sont en effet construits dans des vallées profondes et bien irriguées, généralement au bord d'un cours d'eau, parfois plus en hauteur. Ces vallées, à présent si riches et si florissantes, présentaient un aspect bien différent quand les frères les avaient choisies comme lieu de retraite. La « claire vallée » de Clairvaux était réputée comme une vallée recouverte de forêts infestées de brigands. « C'était une solitude si morne et si sauvage, une terre si stérile qu'au début, Bernard et ses compagnons en furent réduits à vivre sur des feuilles de hêtres. »
Un ordre très proche des cisterciens fut l'ordre des Chalaisiens. On lui doit une dizaine d'abbayes de style roman « bernardin » encore plus dépouillé que, par exemple, l'abbaye de Silvacane. De cet ordre, disparu assez rapidement en raison de l'absorption par les Chartreux de l'abbaye-mère, il reste quelques abbayes dont les principales sont Valbonne, près de Nice et Boscodon dans les Hautes-Alpes (près d'Embrun). On trouve également dans le même département l'Abbaye de Clausonne (Le Saix).

### Abbayes des Prémontrés

#### En Angleterre

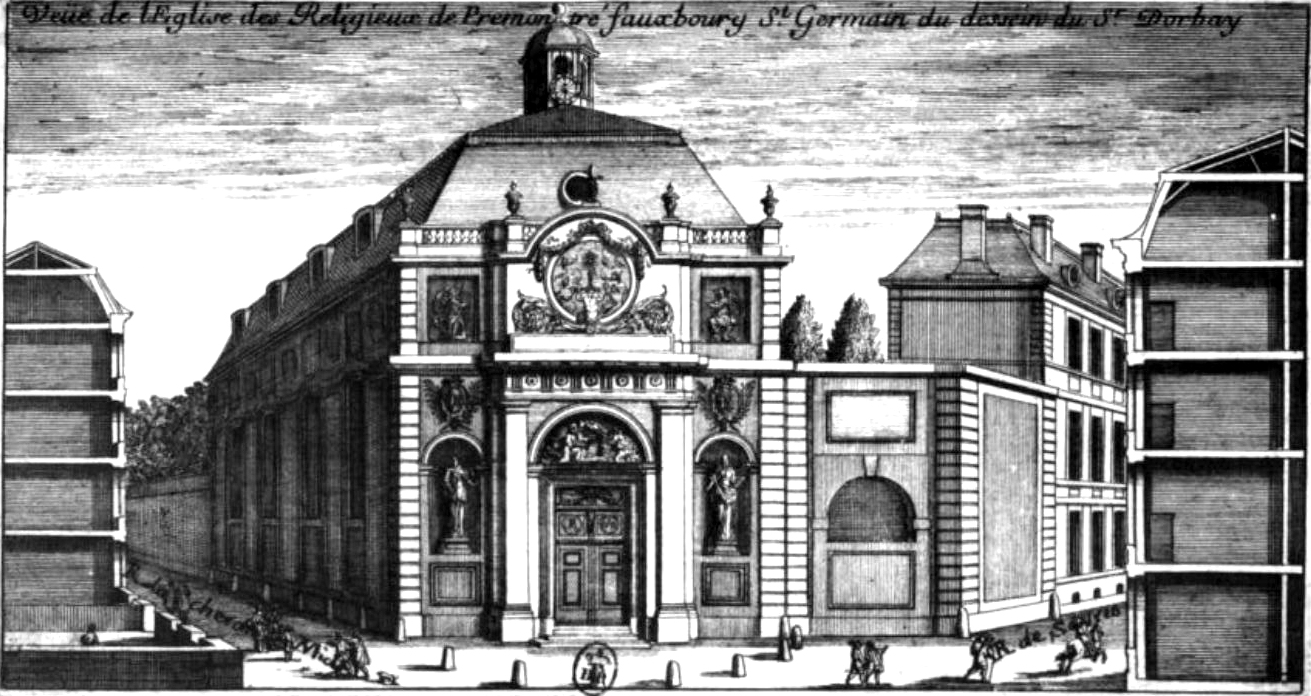
L’église des Prémontrées dessinée par François d'Orbay.

Les membres de l’ordre de Prémontré ont essaimé en Angleterre à partir de 1140 et se sont installés à Newhouse, dans le Lincolnshire, près de Humber. Le plan de l’abbaye d’Easby est irrégulier à cause de sa situation et du tracé irrégulier de la rivière sur les bords de laquelle elle est installée. Le cloître est placé au sud de l’église, elle-même entourée des bâtiments principaux. L’église est érigée conformément au plan adopté par les chanoines augustiniens dans leurs abbayes du nord et ne possède qu’une seule allée dans la nef, le chœur étant long, étroit et dépourvu d’allée. Les chanoines réguliers de Prémontré (aussi appelés « chanoines blancs ») disposaient de près de trente-cinq établissements en Angleterre, dont les représentants les plus emblématiques se trouvent à Easby (en) dans le Yorkshire et à Bayham dans le Kent. La maison principale de l’ordre en Angleterre se situe à Welbeck. L’ordre s’est largement répandu, alors que son fondateur était encore en vie, l’ordre possédait déjà des maisons en Syrie et en Terre sainte. Répondant bien aux besoins pastoraux et spirituels de l’époque, la discipline de l’Ordre se relâche par la suite — comme tous les ordres monastiques en Europe — après le concile de Trente, il connaît un nouvel âge d’or au XVIIIe siècle.
L’église de Bayham est dépourvue d’allée dans la nef comme dans le chœur, ce dernier se terminant dans une abside à trois côtés. Cette église est remarquable en raison de son excessive étroitesse en comparaison de sa longueur : pour une longueur de 78 mètres, sa largeur ne dépasse pas 8 mètres. Les sévères membres de l’Ordre ne voulaient pas de grands rassemblements et ne caressaient aucun rêve de prospérité : ils ont donc construit leur église comme une longue pièce.

### Architecture des monastères des Chartreux
L'ordre des Chartreux n'investit aucun abbé puisque chaque monastère est gouverné par un prieur, aussi aucune de leurs maisons ne porte le titre d'abbaye.
L'ordre des Chartreux a développé une forme originale du monachisme occidental, associant vie communautaire ou cénobitisme et vie en solitaire ou érémitisme. Ce postulat implique une organisation nouvelle des bâtiments et donne naissance à une architecture propre.

### La réforme de Saint-Maur en France

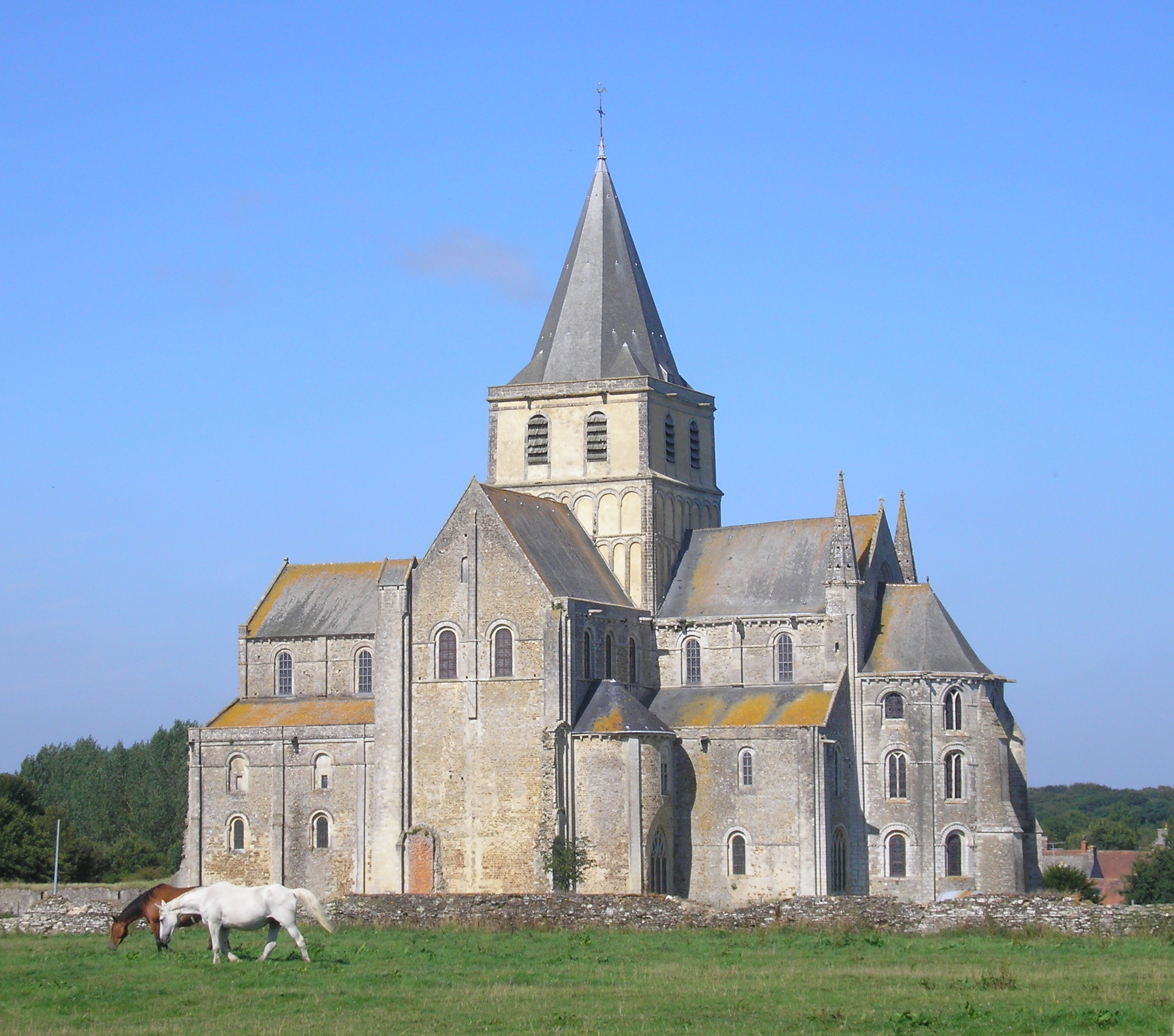
L'abbaye de Cerisy-la-Forêt.

C'est une nouvelle conception de la vie monastique et de son architecture aux XVIIe et XVIIIe siècles. Elle a été supprimée en 1790 par l'Assemblée constituante.

## Les abbayes et la Révolution française
Le décret de l'Assemblée constituante du 2 novembre 1789 déclare que les biens du clergé sont mis à la disposition de la Nation, entre autres ceux des ordres monastiques et des communautés religieuses.
Certaines abbaye sont supprimées, comme la Basilique Saint-Denis qui devient église paroissiale le 6 septembre 1792.
Destructions, réutilisations et survivances.

## La vie et l'architecture monastiques depuis 1905

### L'abbaye aujourd'hui
- Le rôle et la vie des moines et moniales face à la société contemporaine
- Nouvelles traductions et tendances architecturales : depuis Le Corbusier et son couvent de La Tourette

## Les abbayes dans le monde
Pour un dénombrement des abbayes dans le monde, voir catégorie « Abbaye par pays ».